# Biserica de lemn din Drăgoiești, Gorj

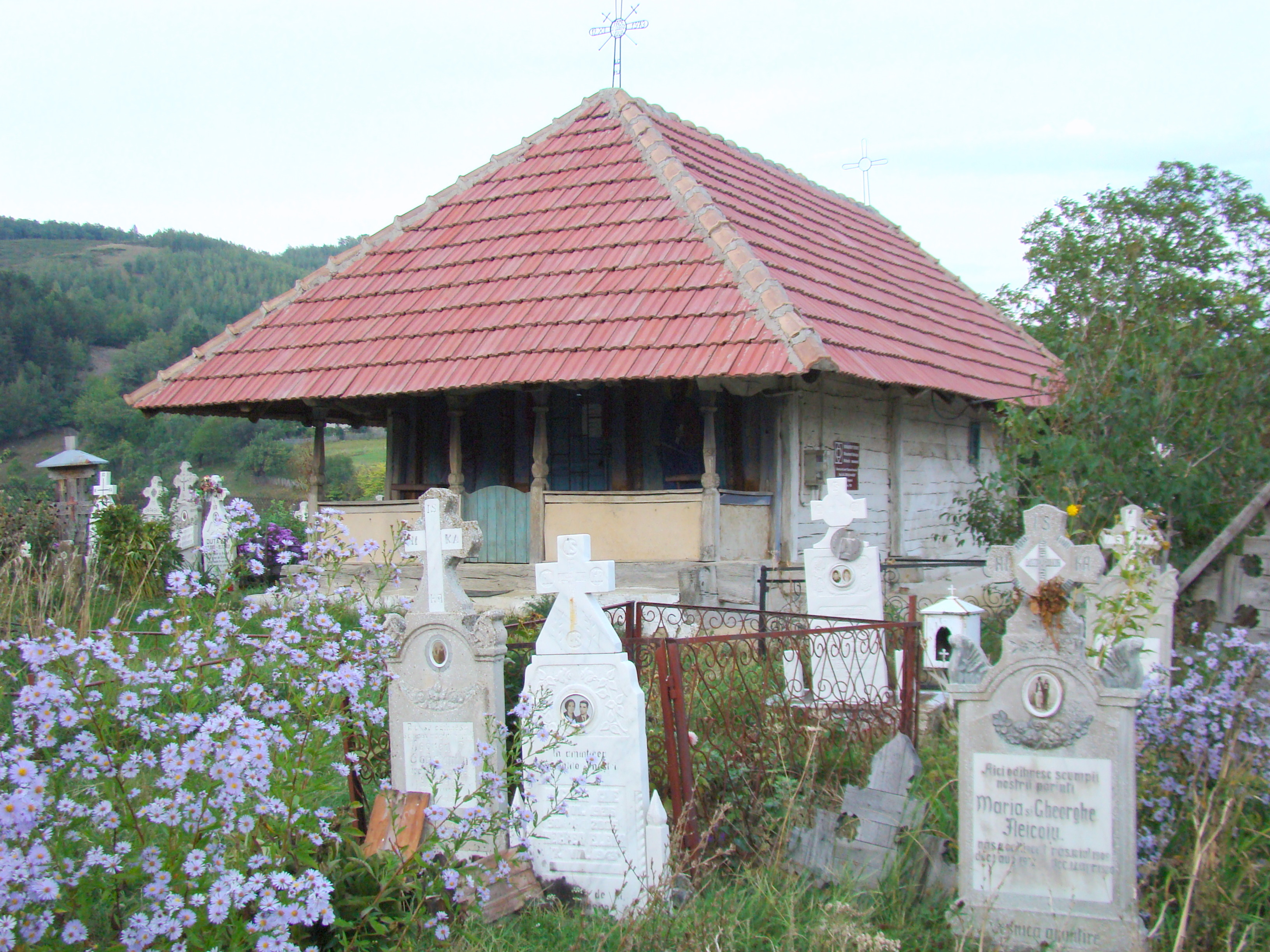
Biserica de lemn „Cuvioasa Paraschiva” din Drăgoiești, comuna Crasna, județul Gorj, foto: septembrie 2009.

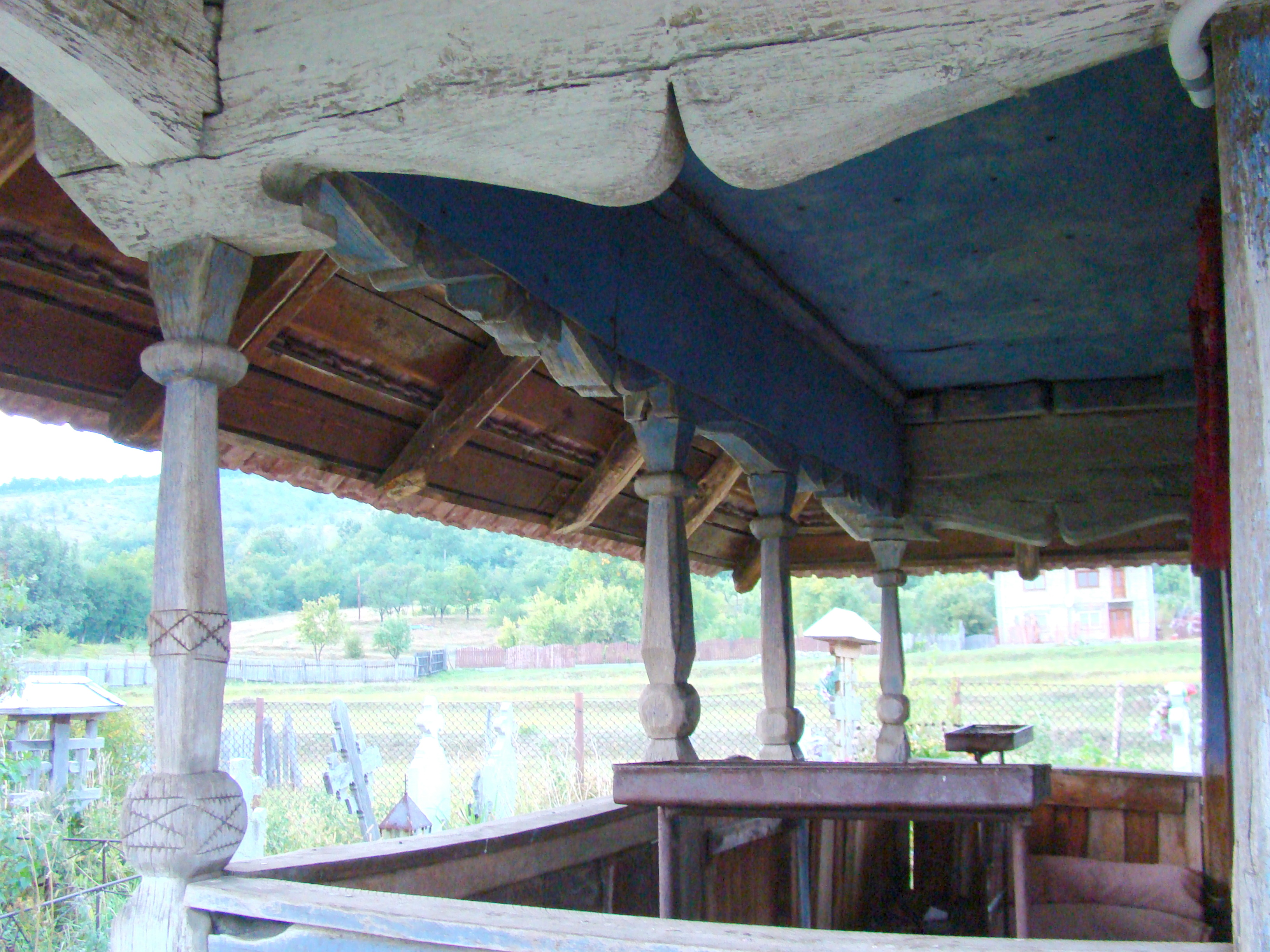
Prispa

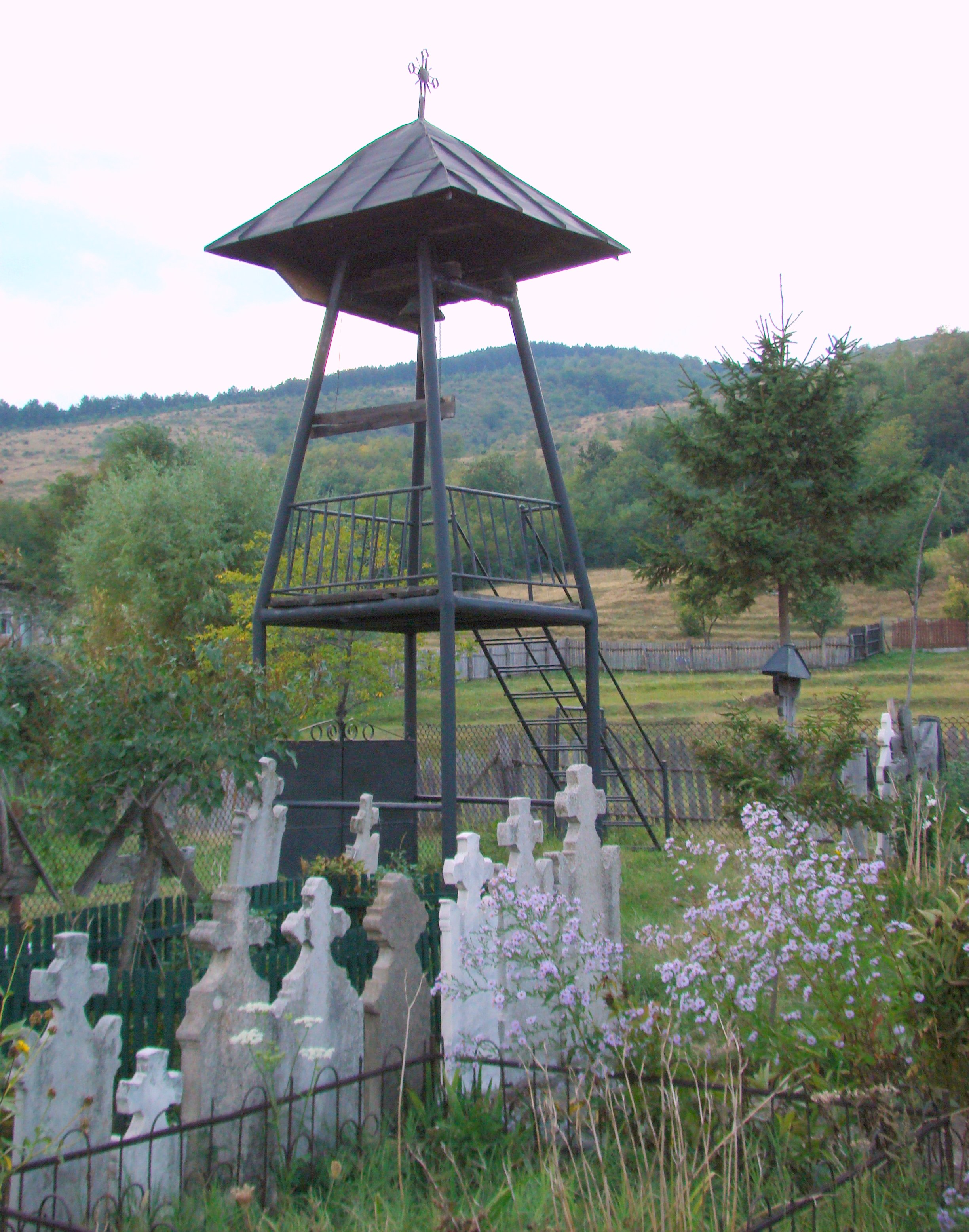
Clopotnița

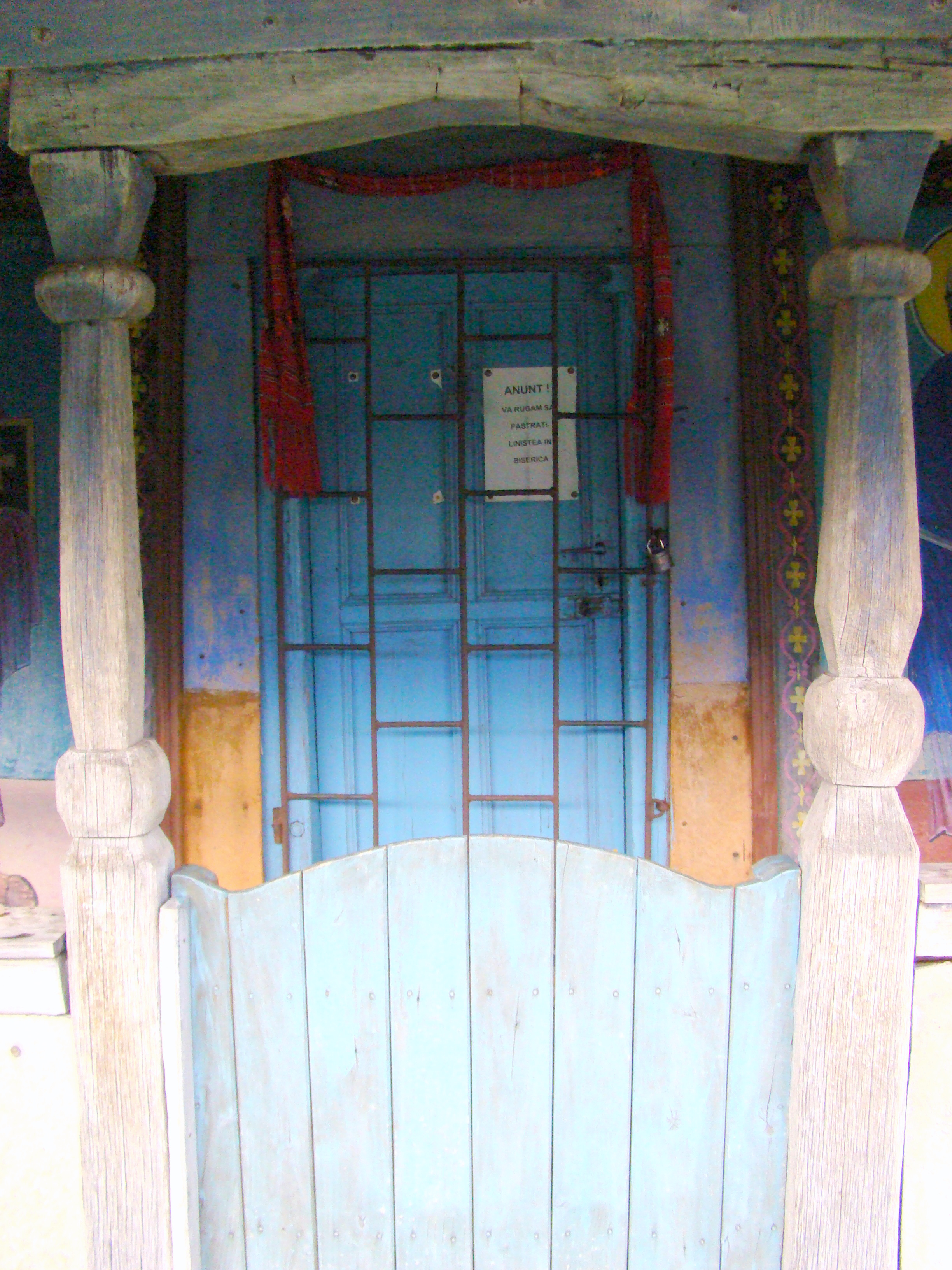
Sfâlpi şi fruntar la prispă

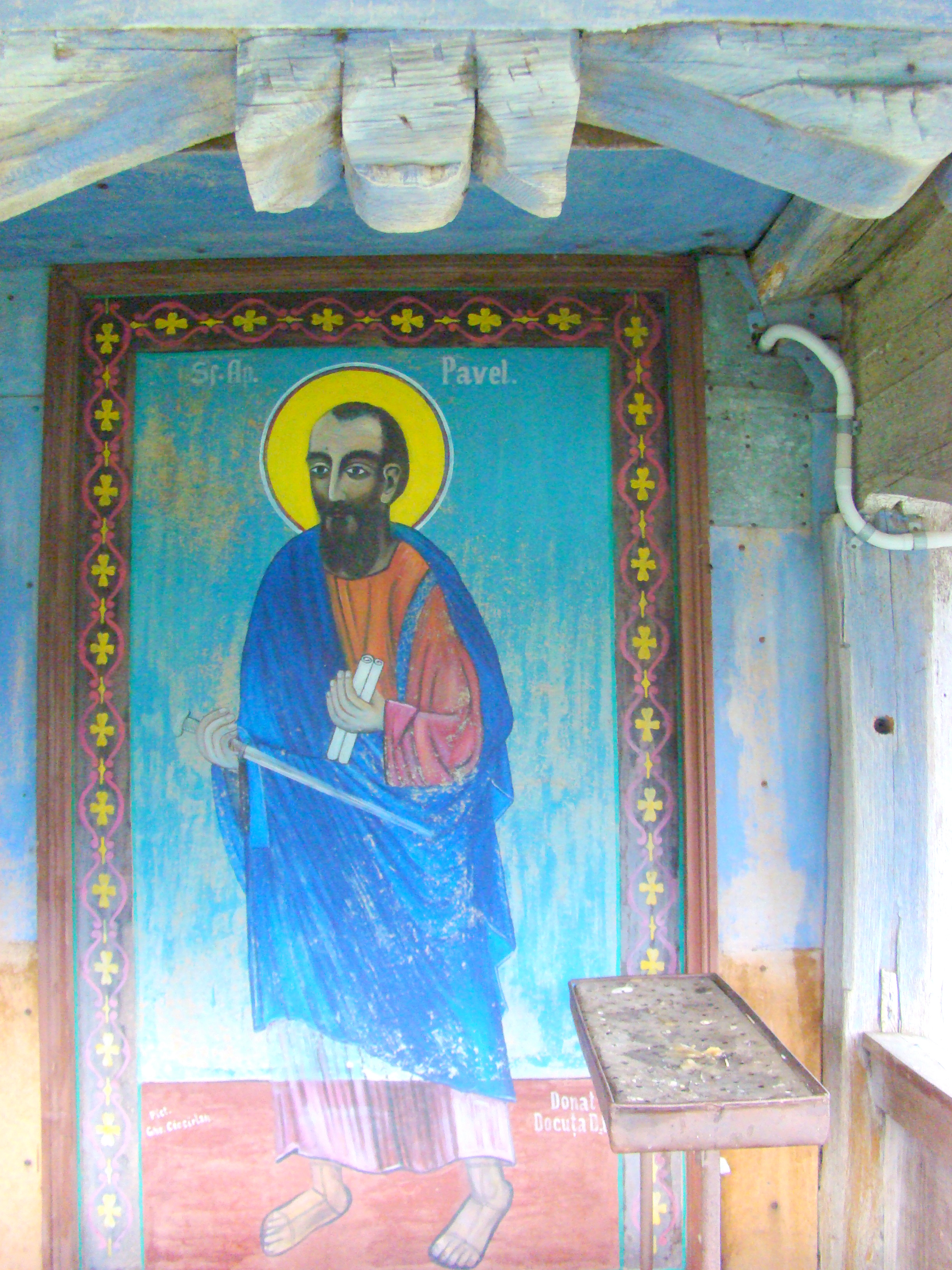
Apostolul Pavel

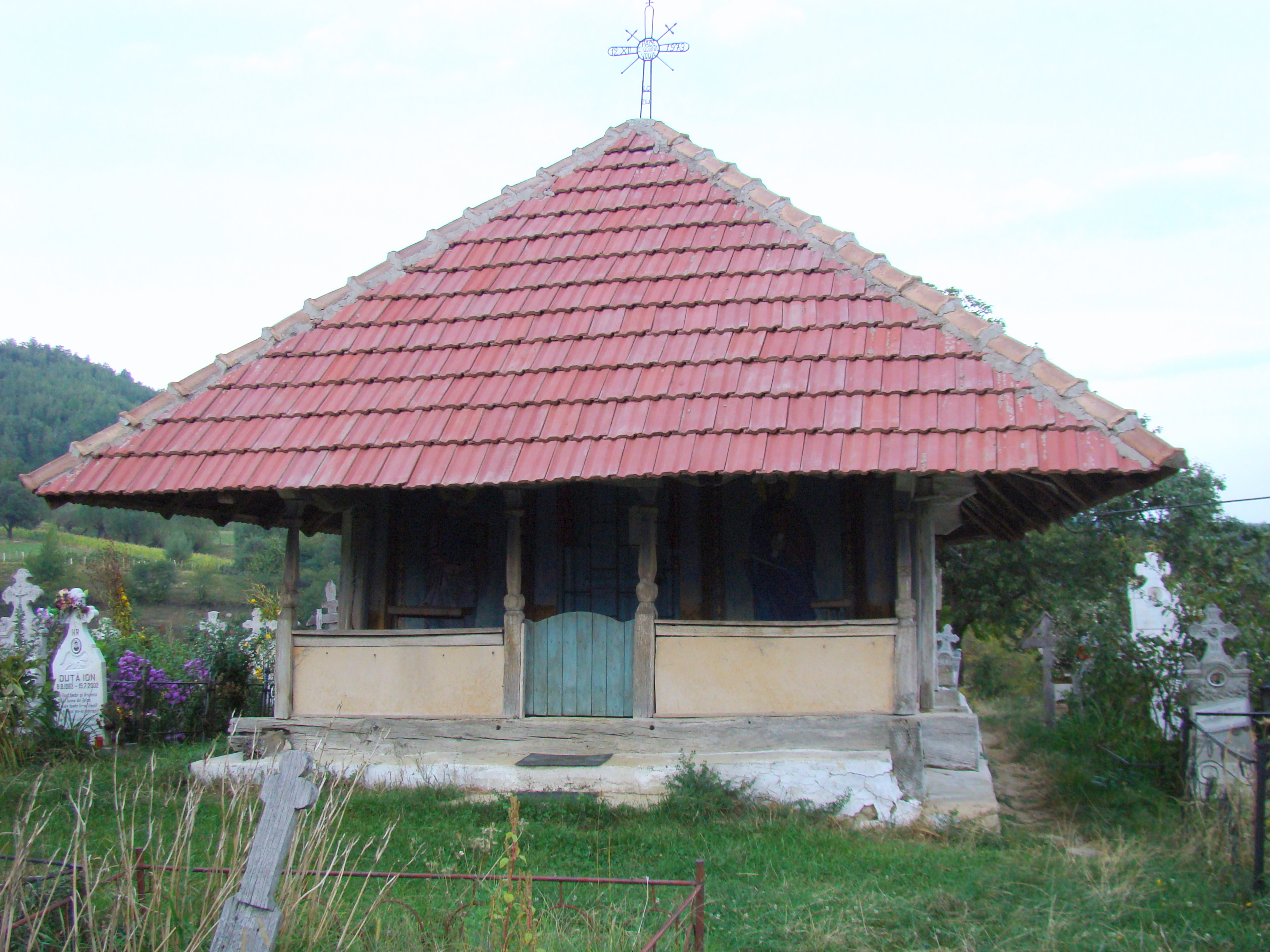
Biserica (vest)

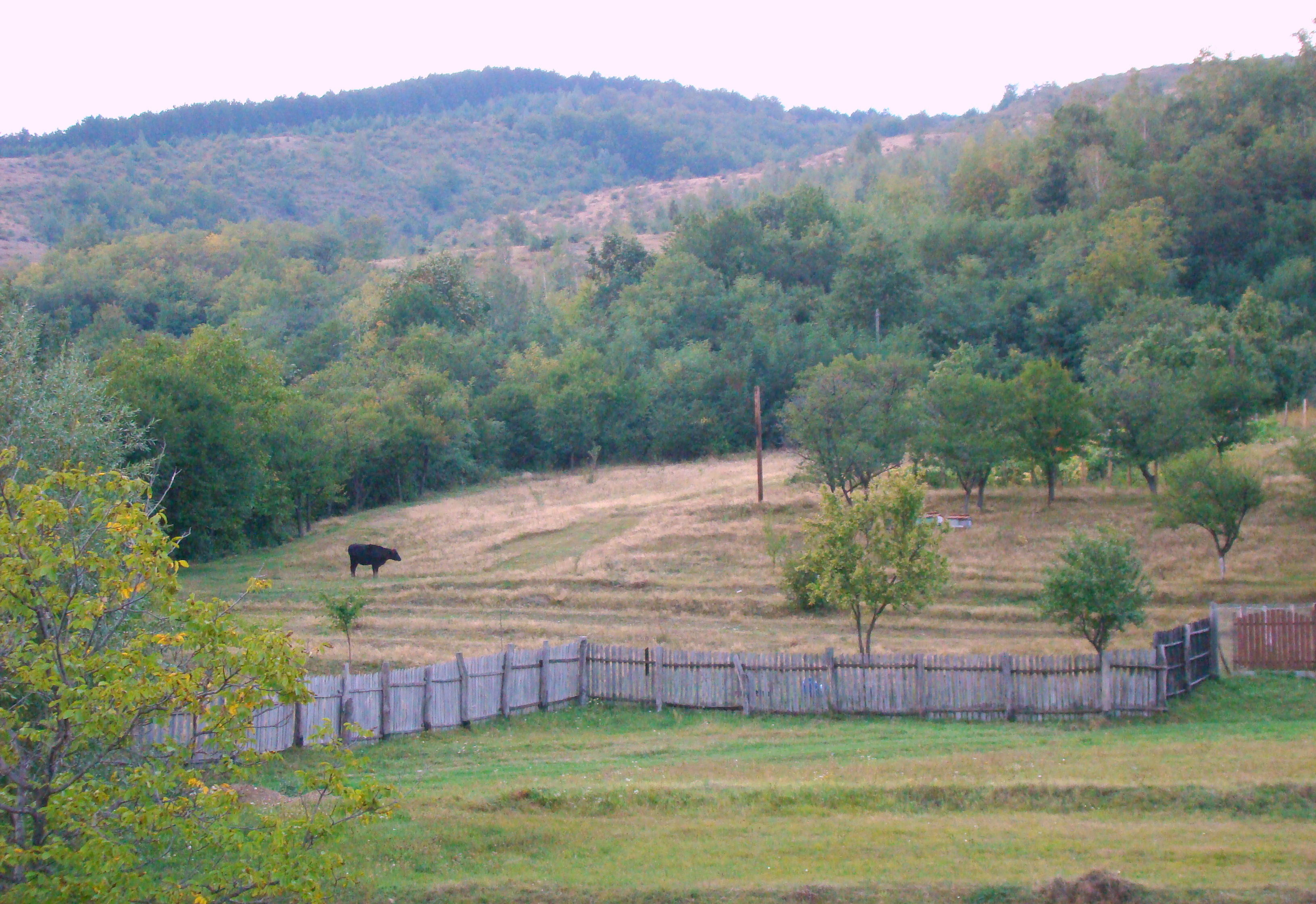
Împrejurimi

Biserica de lemn din Drăgoiești, comuna Crasna, județul Gorj, a fost construită în 1760. Are hramul „Sf.Cuvioasă Paraschiva” (14 octombrie). Biserica se află pe noua listă a monumentelor istorice sub codul LMI:  GJ-II-m-B-09297.

## Istoric și trăsături
Îndeplinește rolul de capelă de cimitir; a fost închisă cultului după 1922 când a fost construită biserica parohială de zid din Dumbrăveni (Deal). Datează din anul 1720, în unele surse anul reparației din 1829 fiind socotit al ridicării.
Are bârnele aparente (a existat doar intenția de tencuire), astfel încât se pot observa îmbinările în coadă de rândunică și consolele cu profile curbe. Nava este dreptunghiulară, cu dimensiunile de 7,60 m/4 m, absida altarului poligonală, decroșată, cu cinci laturi.
Acoperirea interioară cuprinde bolți semicilindrice, retrase de la linia pereților, în navă, iar la altar boltă semicilindrică, tangentă la traseul pereților prin fâșiile curbe. O intervenție inestetică este învelitoarea de țiglă peste acoperiș.
Din tâmpla veche se păstrează Crucea Răstignirii și moleniile. Icoanele de praznice, ușile împărătești, cu Buna Vestire în decor arhitectural și busturile regilor David și Solomon, poalele de icoane aparțin începutului de secol XIX, fiind realizate de un zugrav care a mai lucrat în zonă.
Vechile icoane au fost alterate de repictarea făcută de Gheorghe Ciocârlan în anul 1987. Biserica deține și un candelabru de lemn, cu brațele cruci și decor floral, semnat de „Dumitru 1865 iunie 25”.

## Imagini din exterior

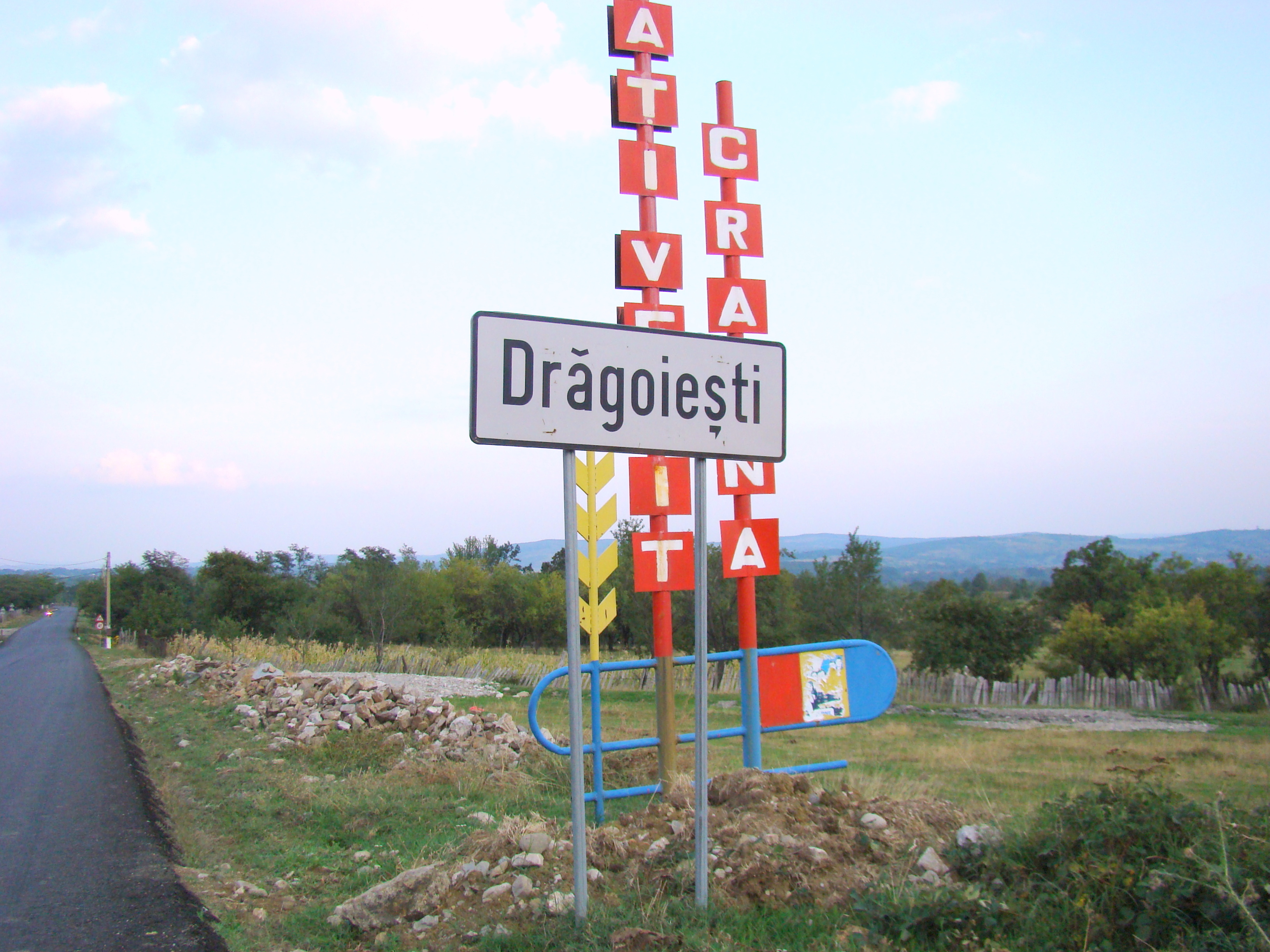
Intrarea în localitate
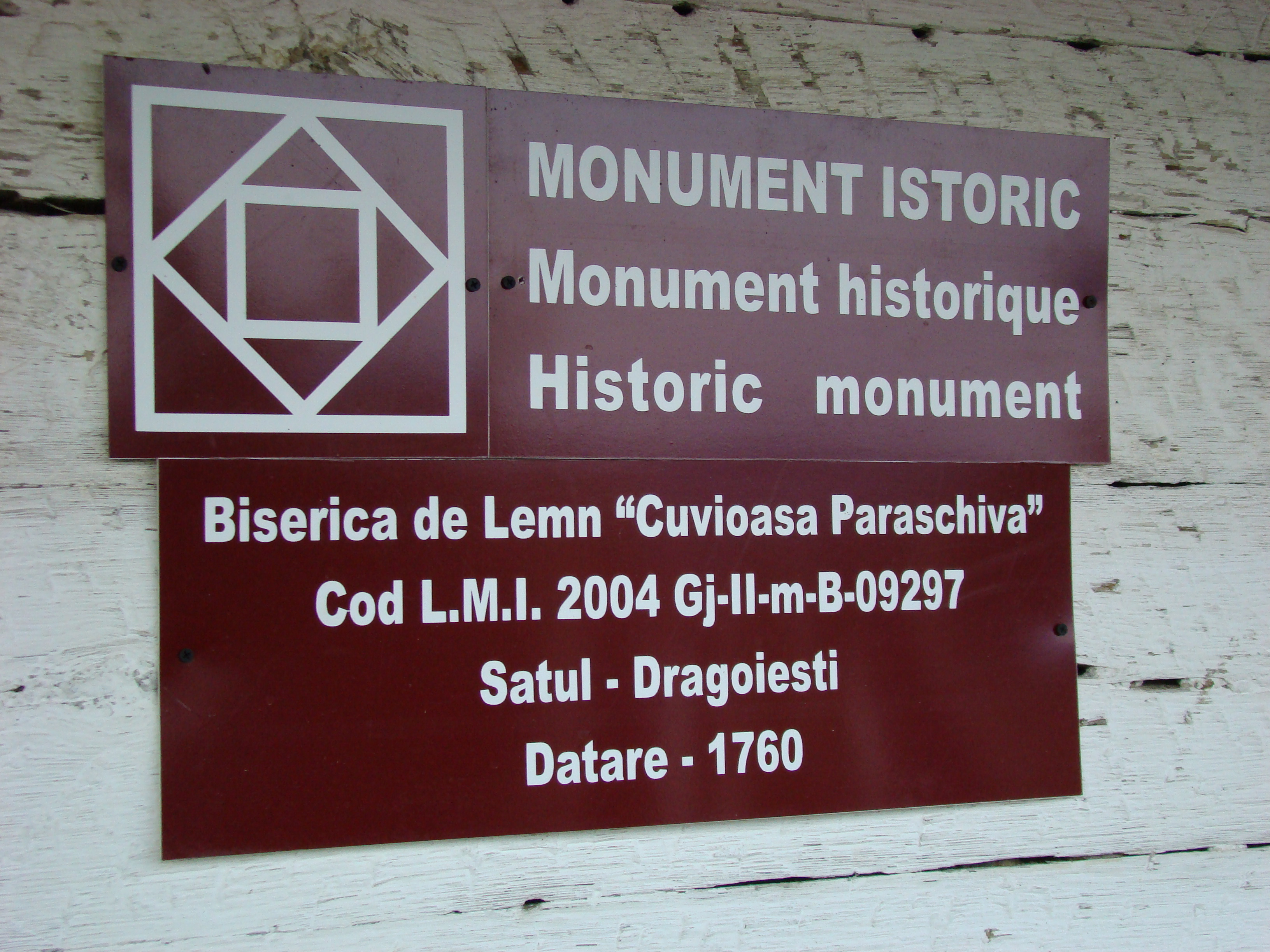
Tablă de monument
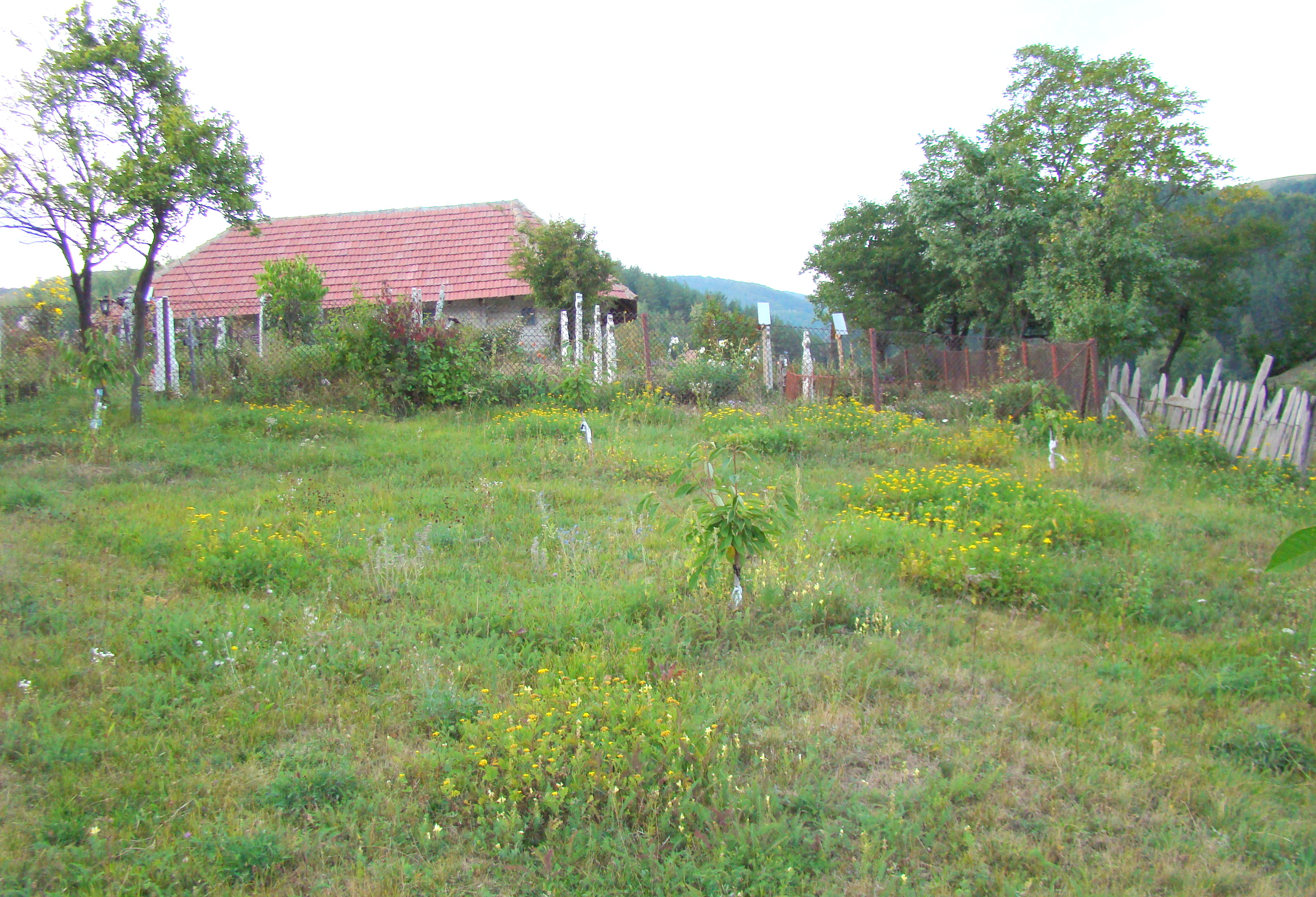
Biserica din depărtare
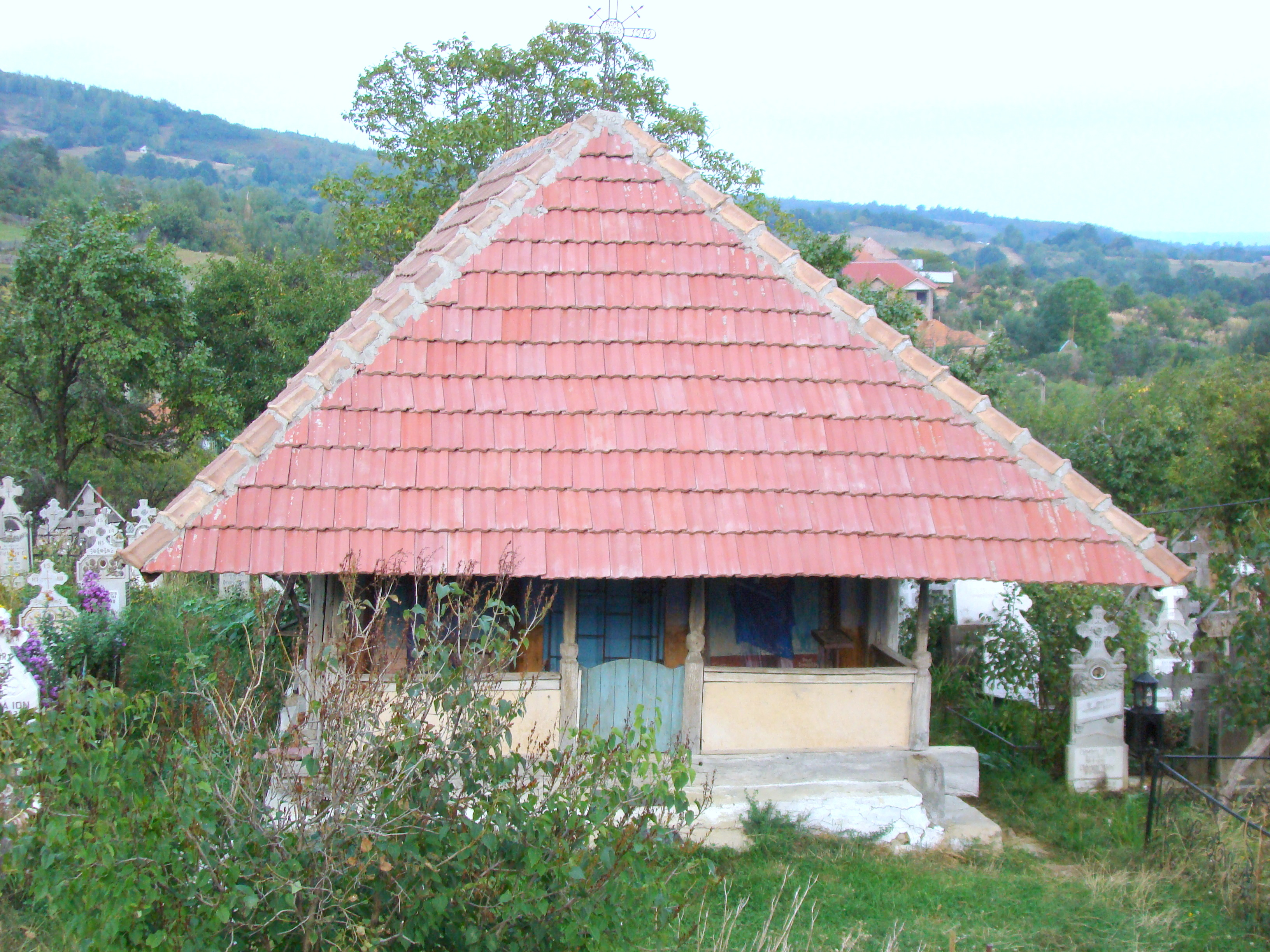
Biserica (vest)
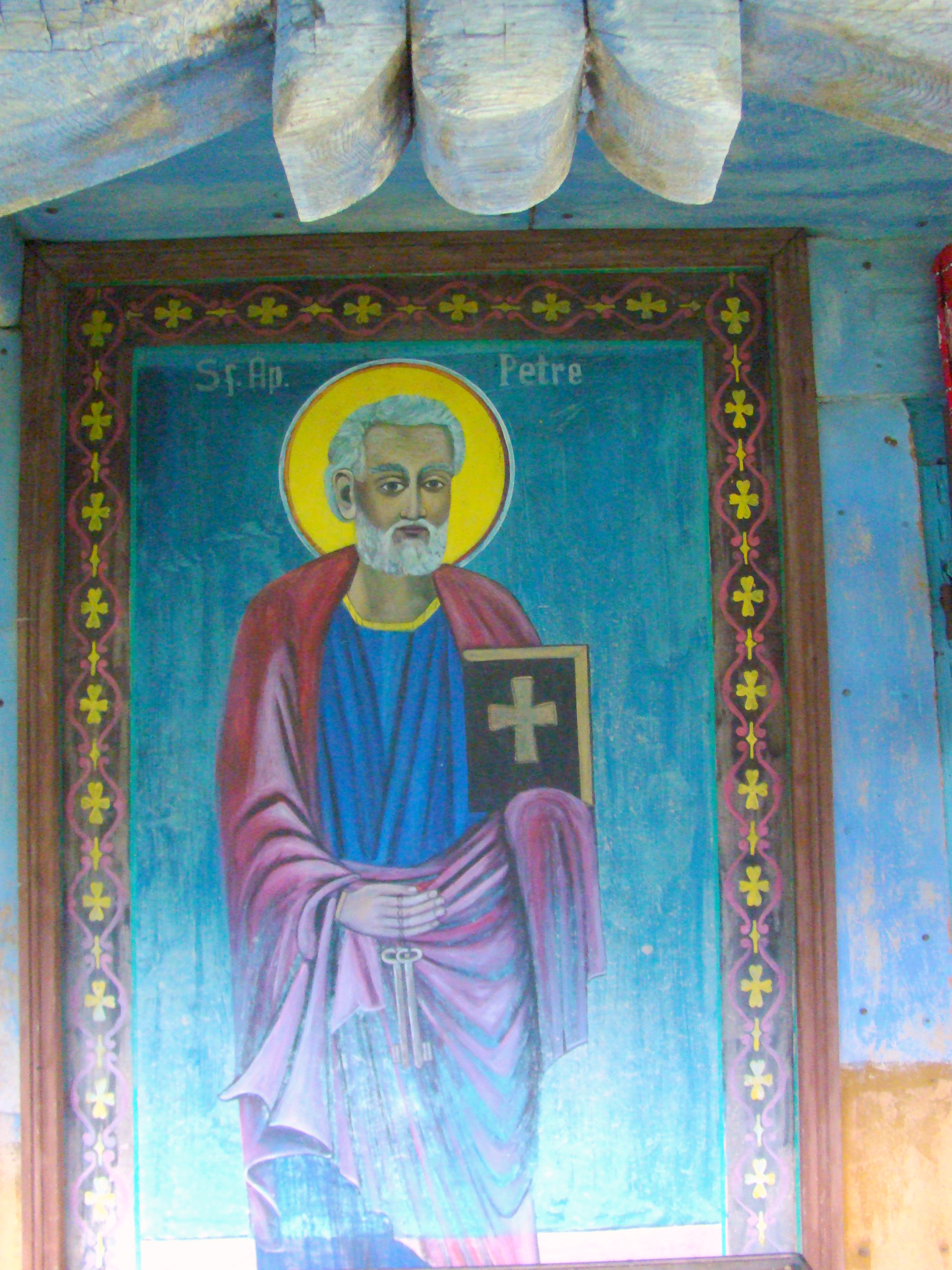
Apostolul Petru
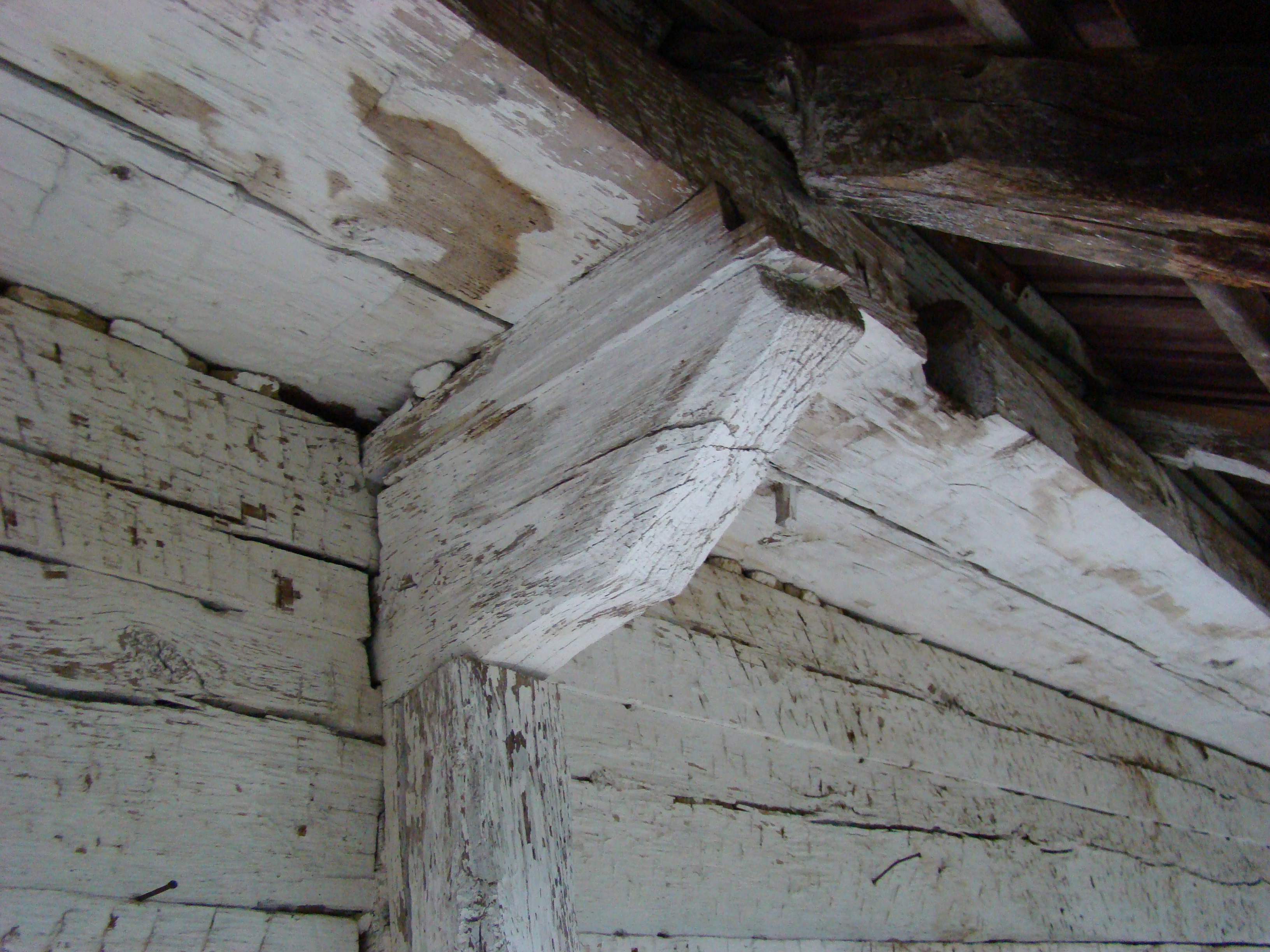
Consolă sub streaşină
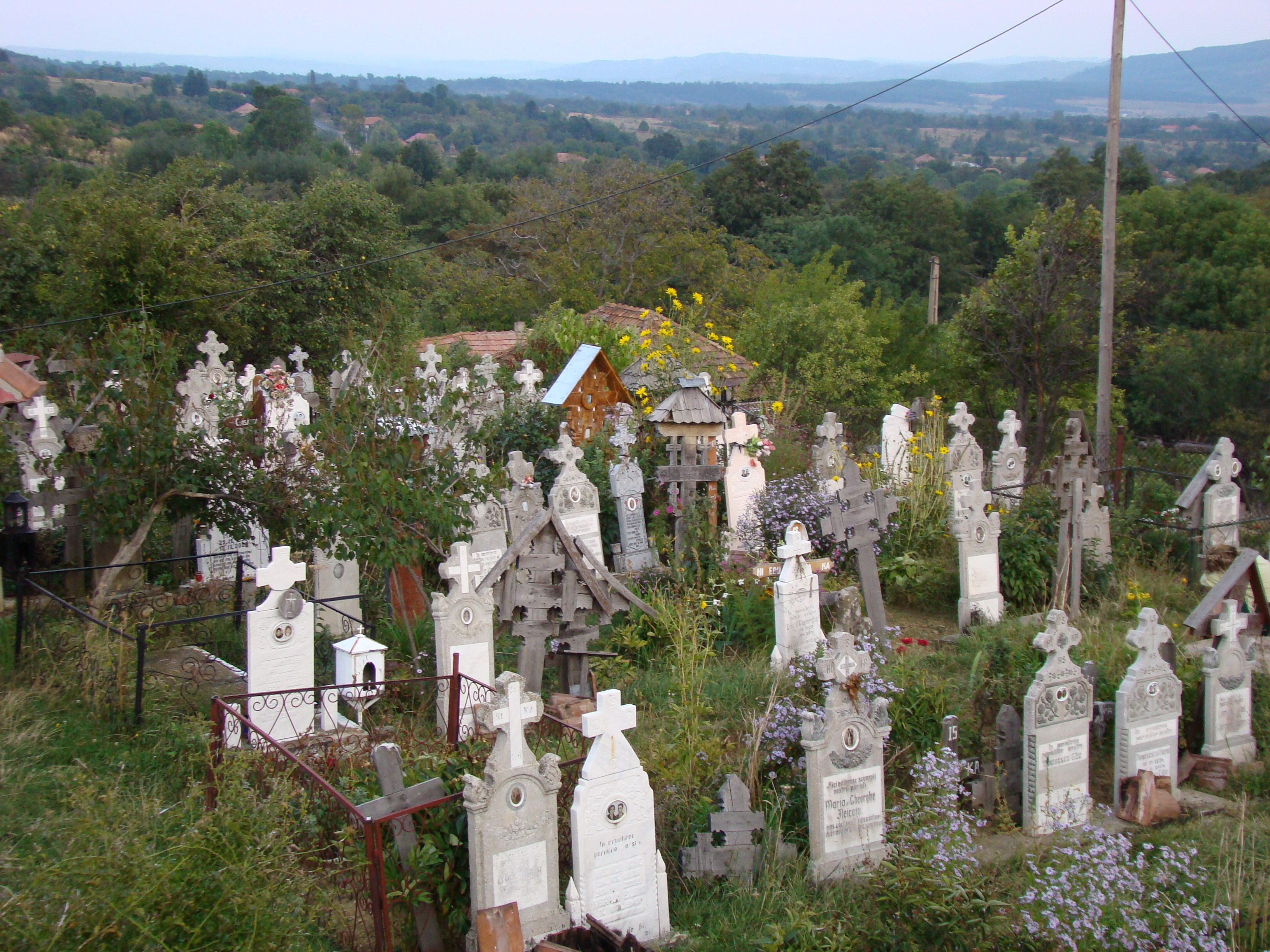
Cimitirul
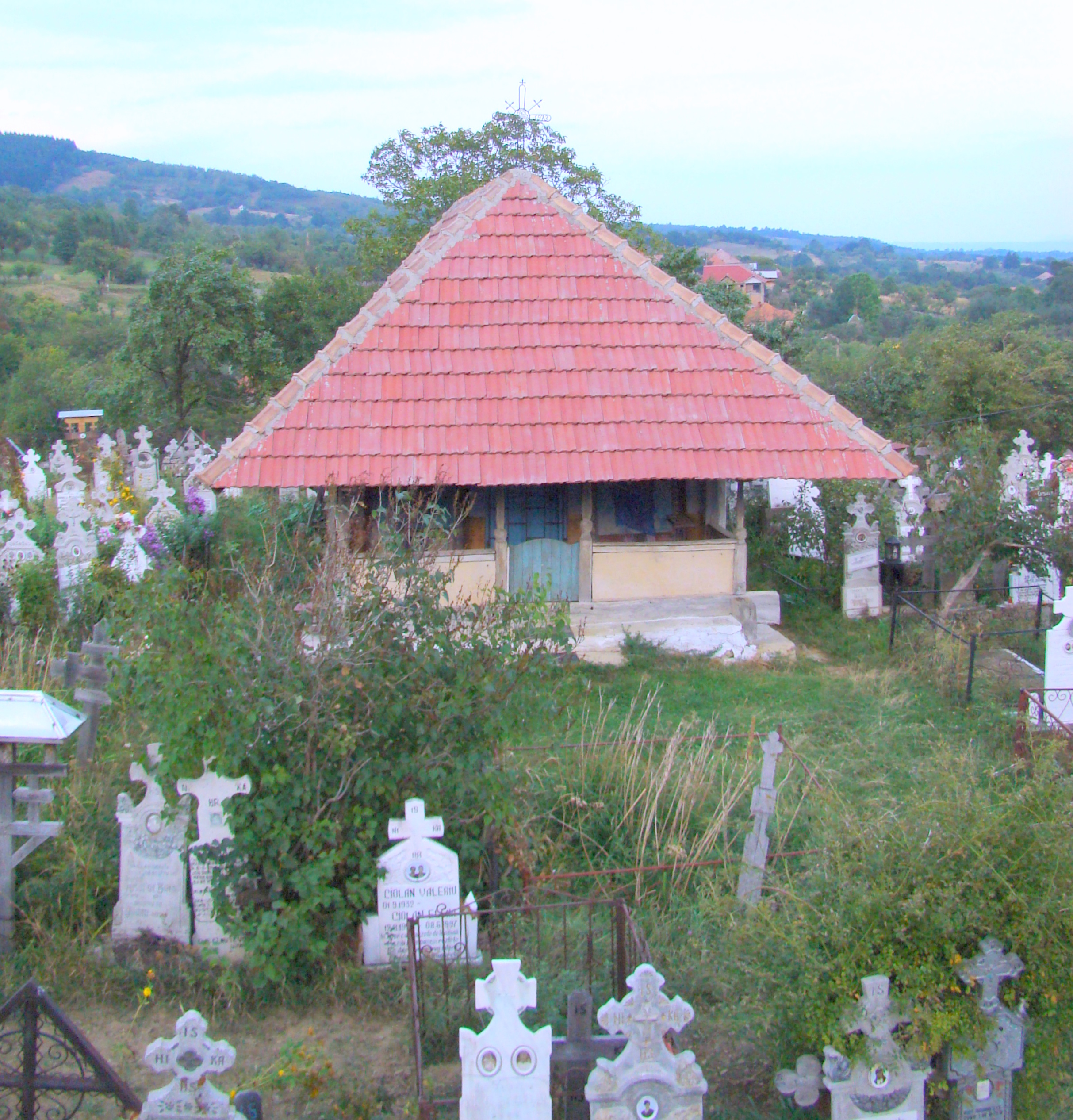
Biserica şi cimitirul
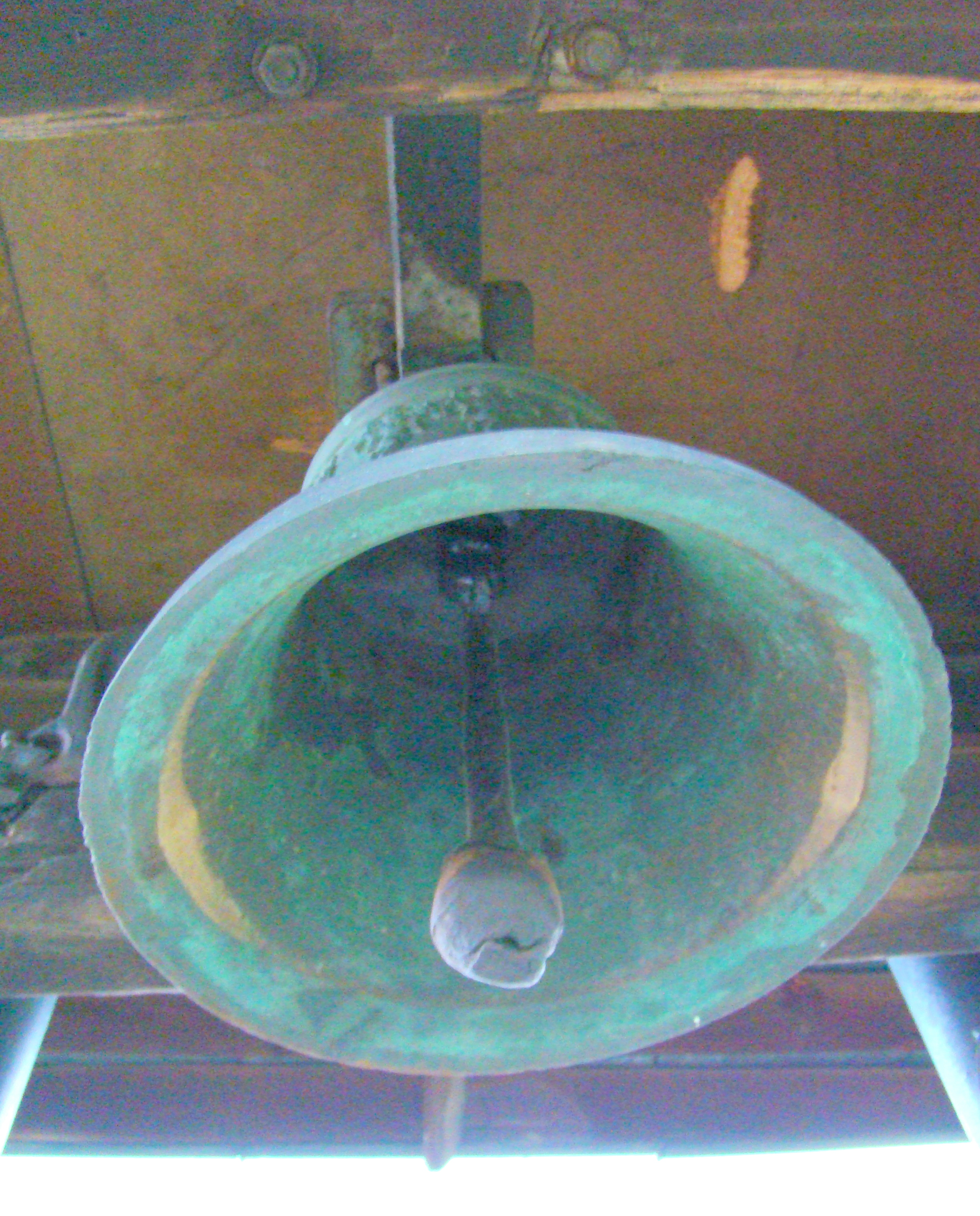
Clopotul
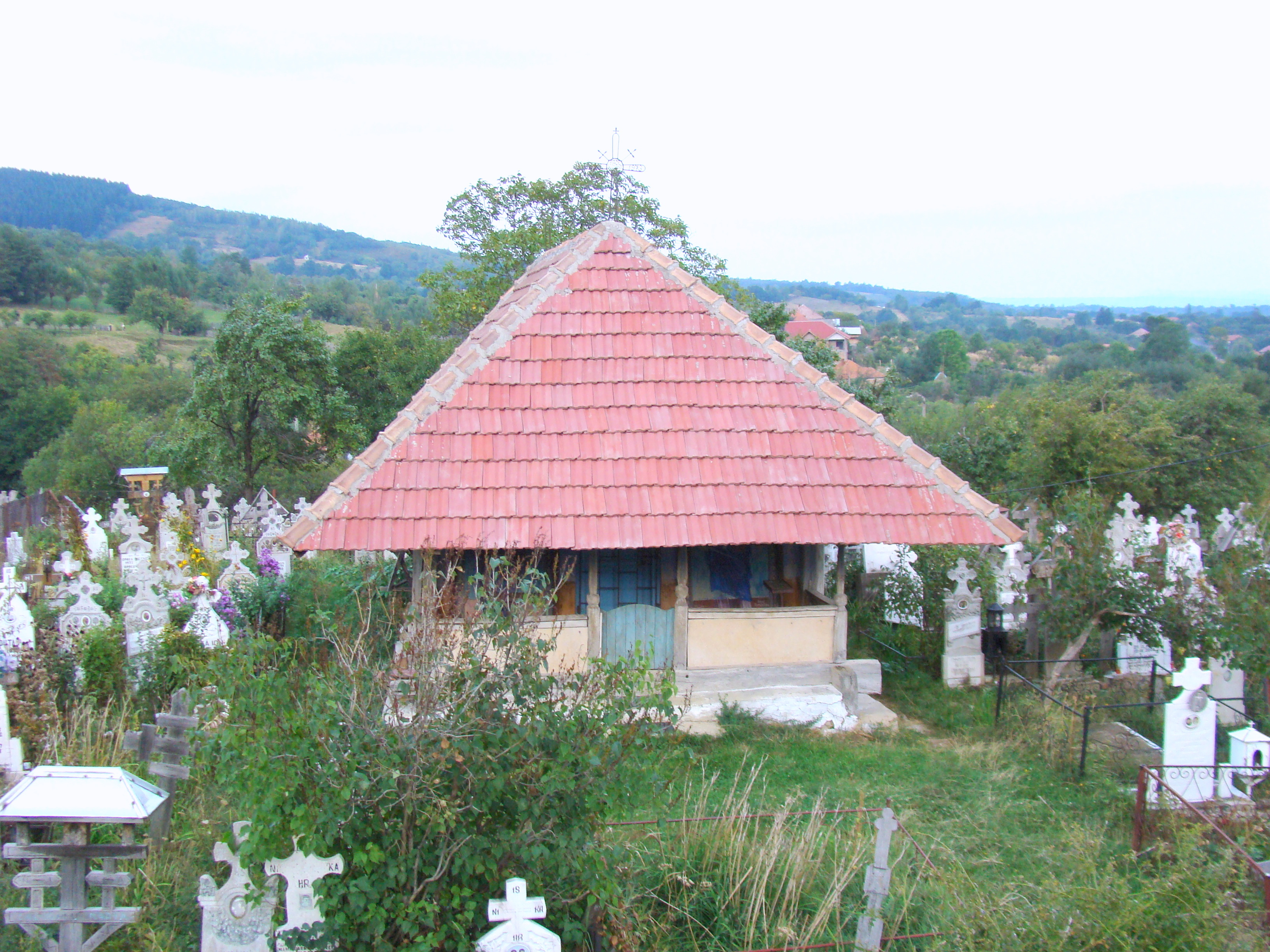
Biserica (vest)
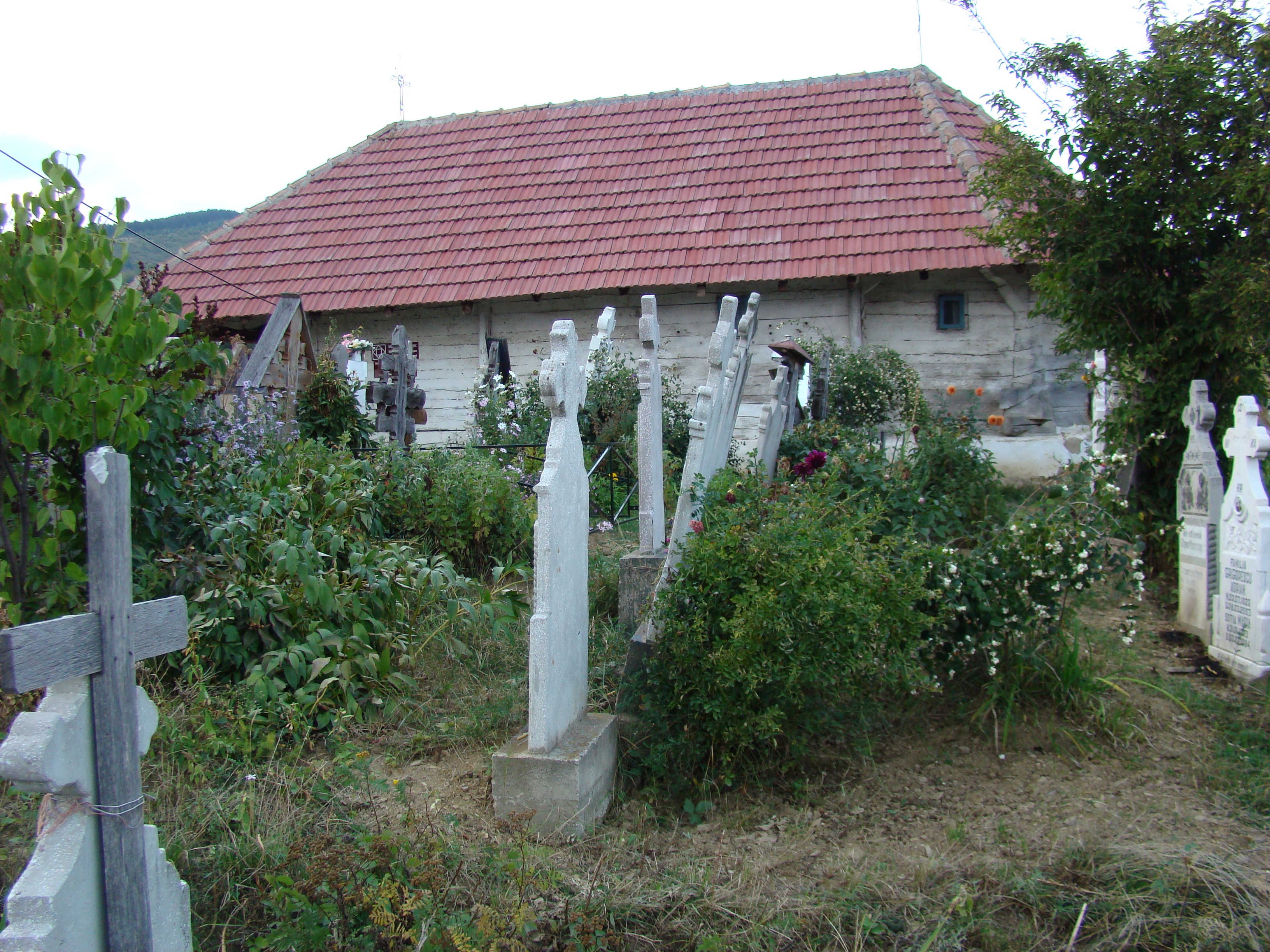
Biserica (sud)
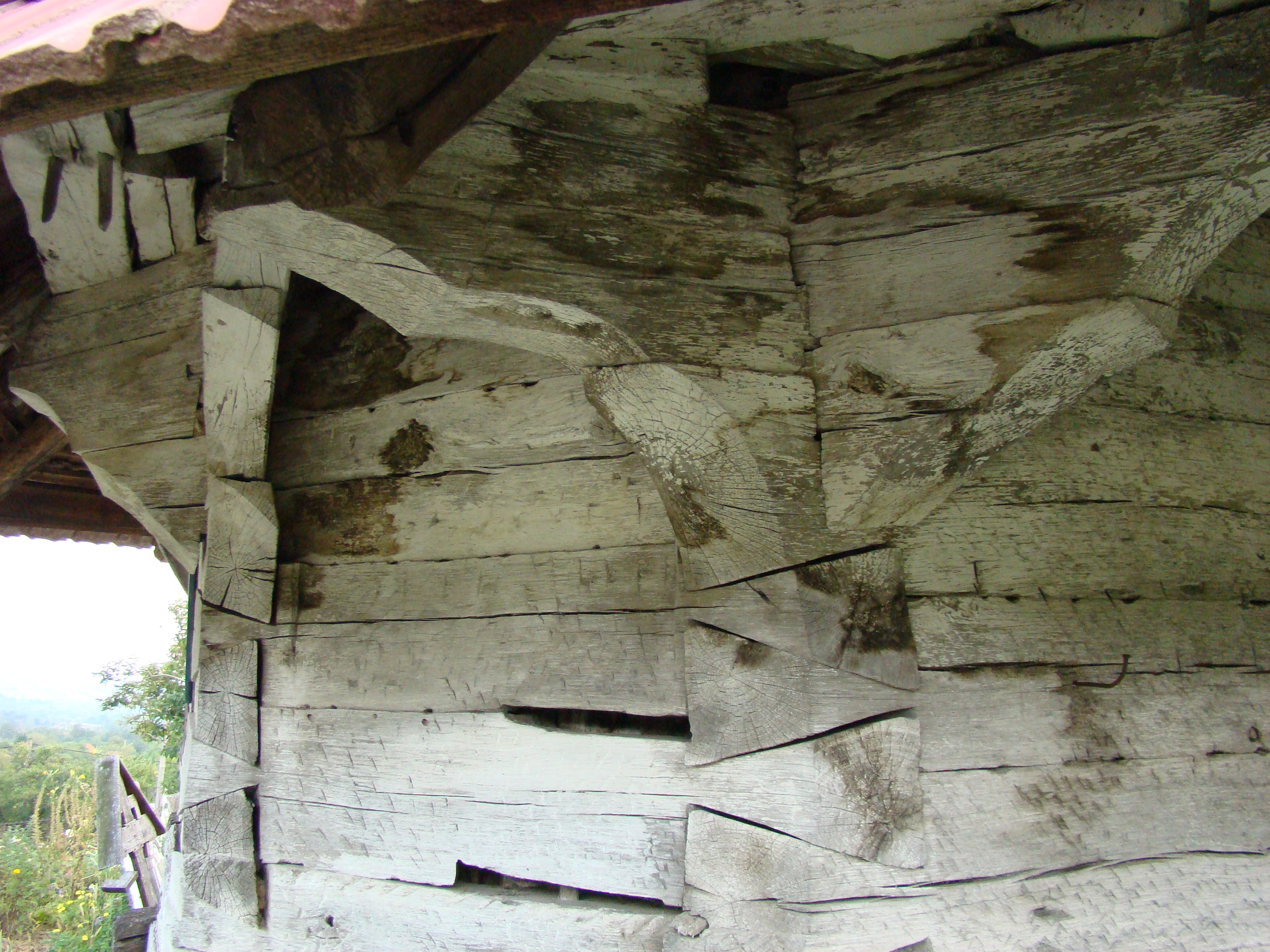
Console uriaşe la altar
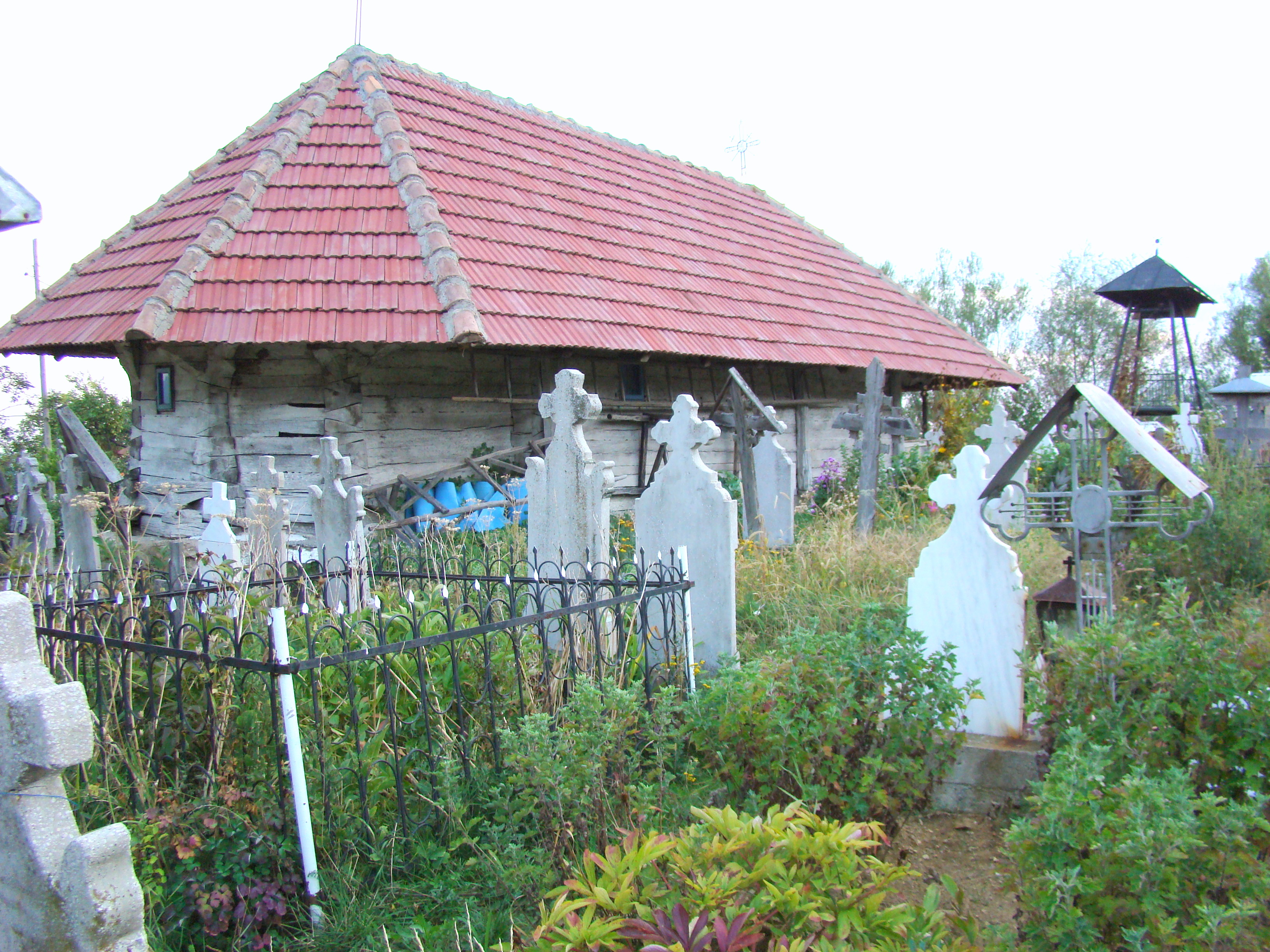
Biserica (nord-est)
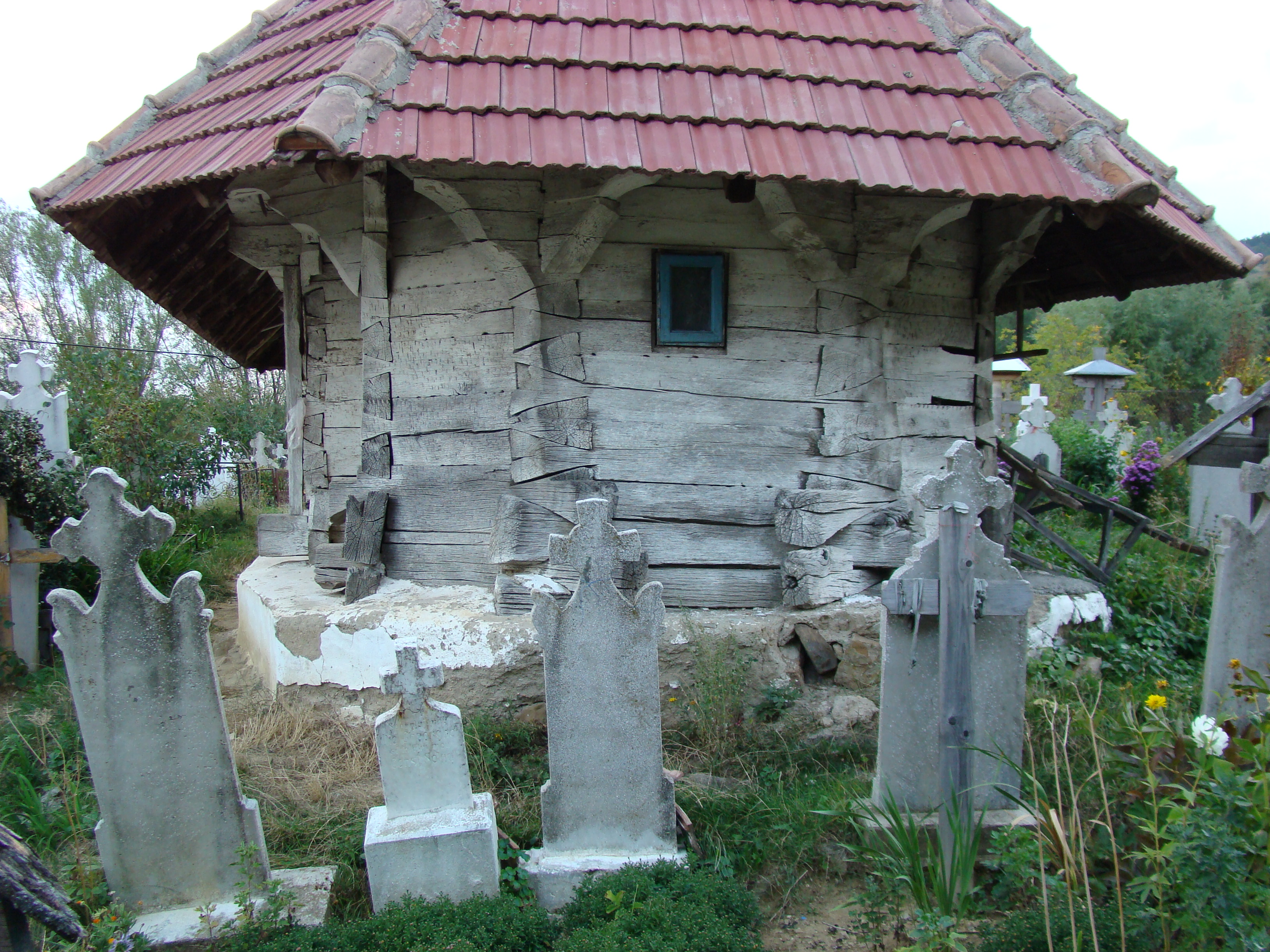
Absida altarului
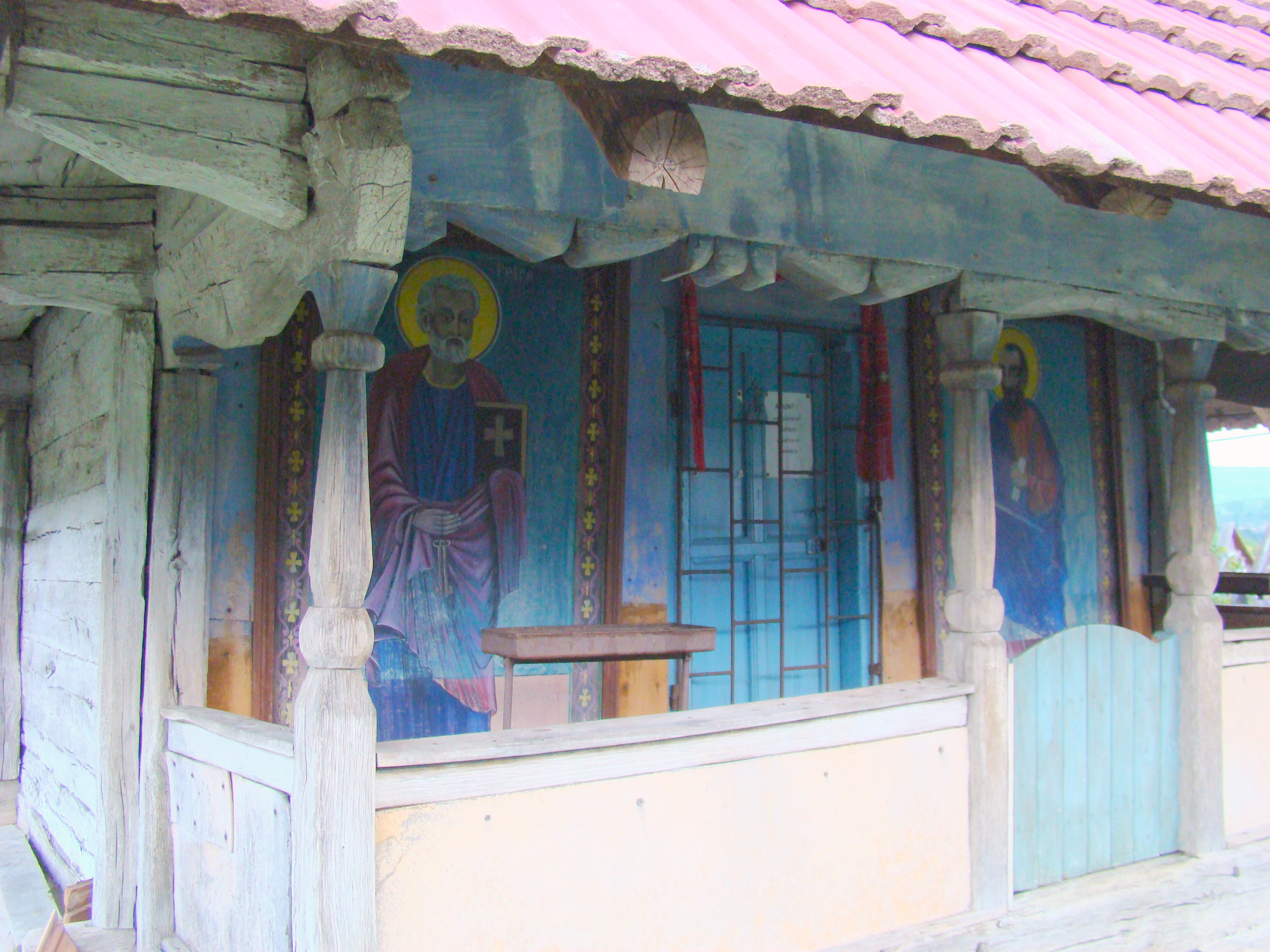
Prispa (vedere din lateral)
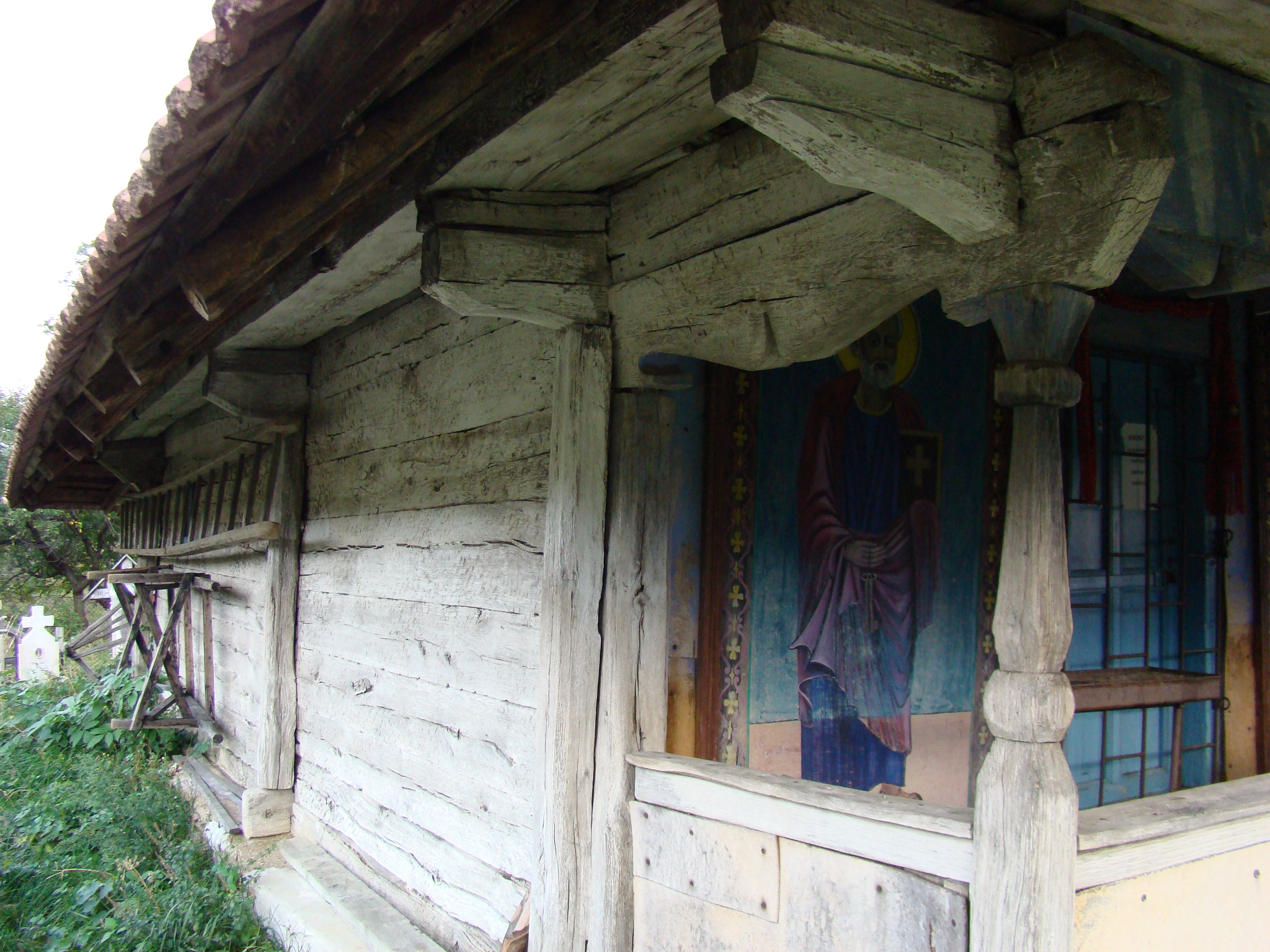
Latura de nord
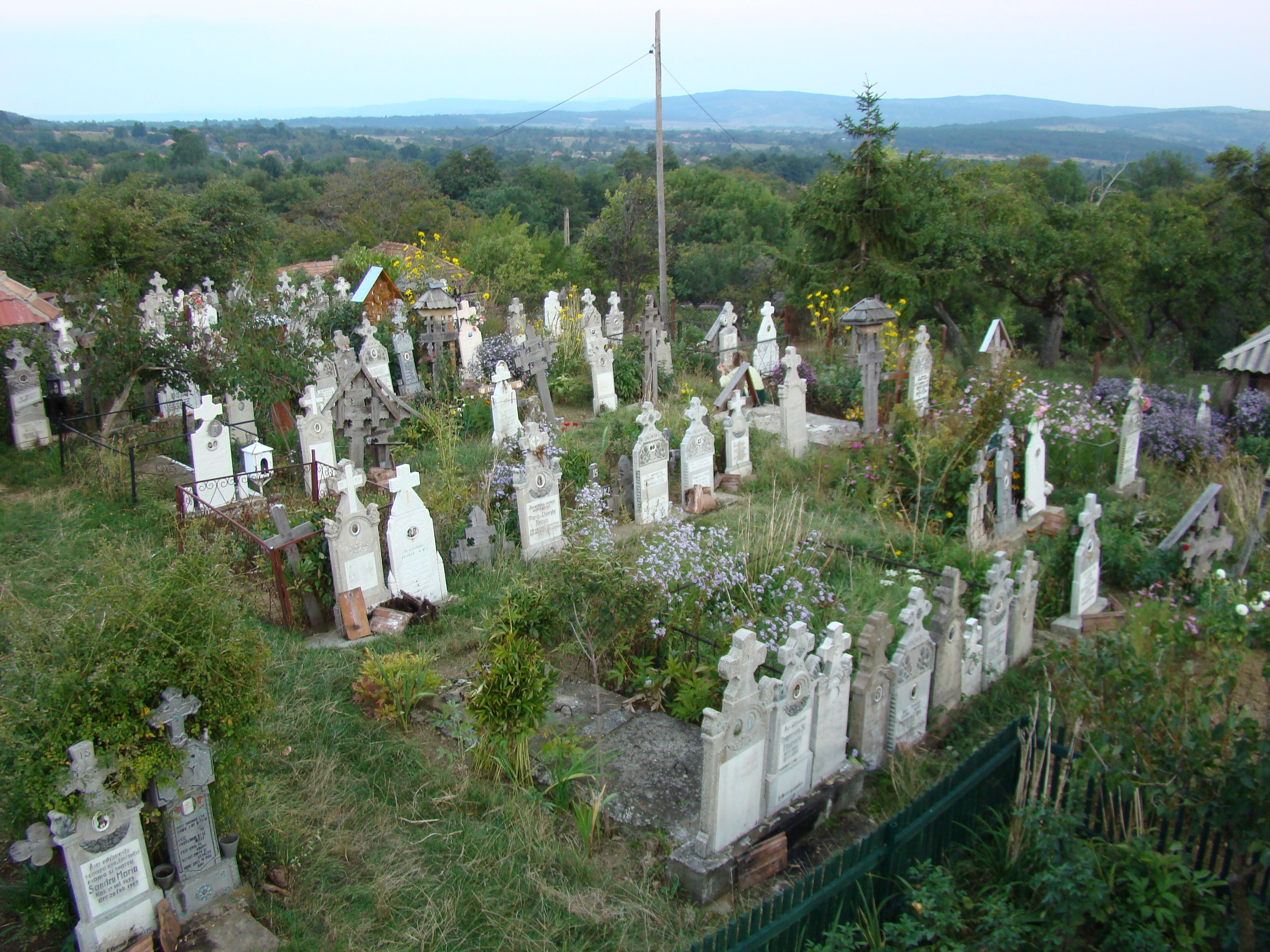
Cimitirul
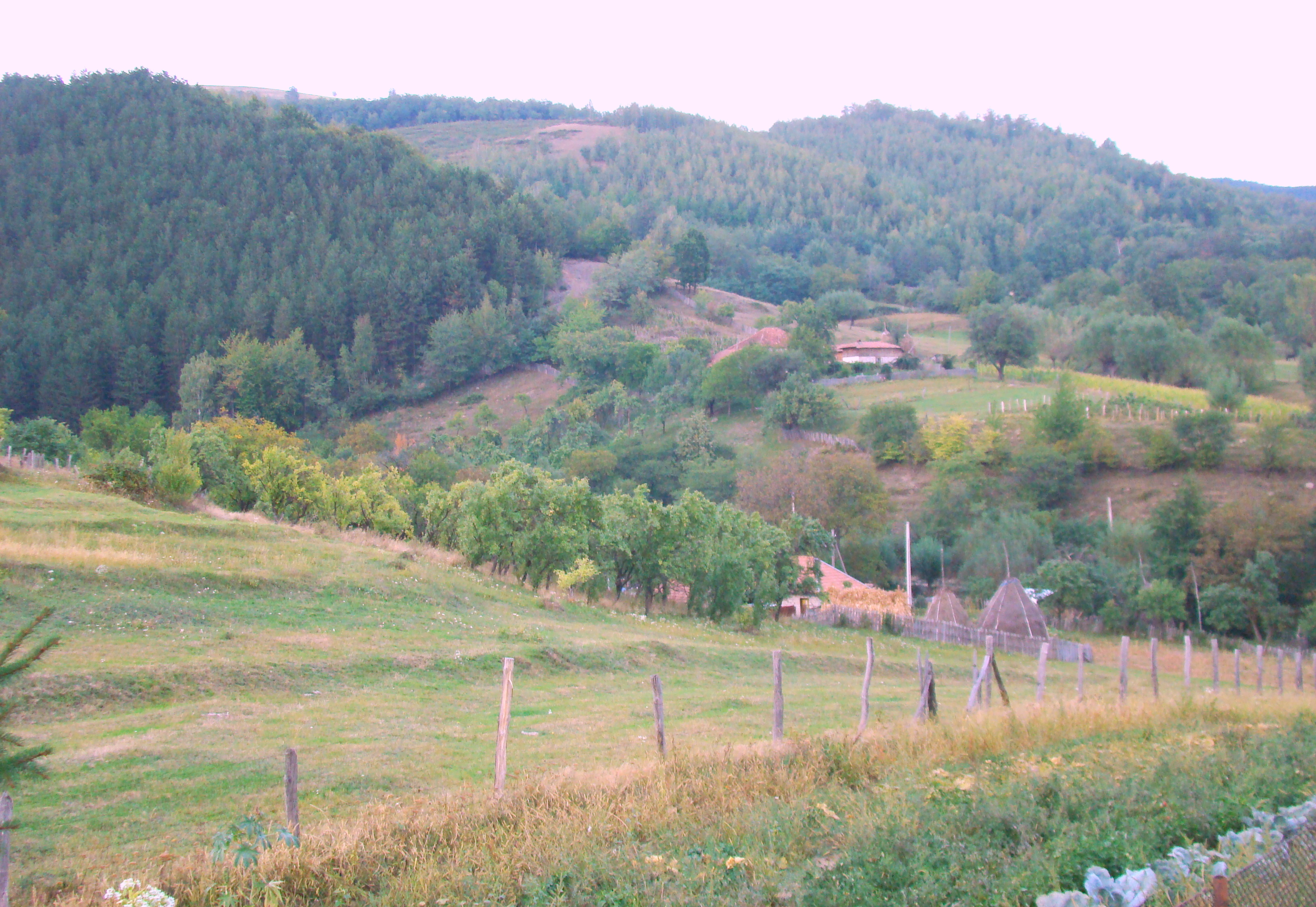
Împrejurimi